# Aeranthes grandiflora
Aeranthes grandiflora är en orkidéart som beskrevs av John Lindley. Aeranthes grandiflora ingår i släktet Aeranthes och familjen orkidéer. Inga underarter finns listade i Catalogue of Life.

## Bildgalleri

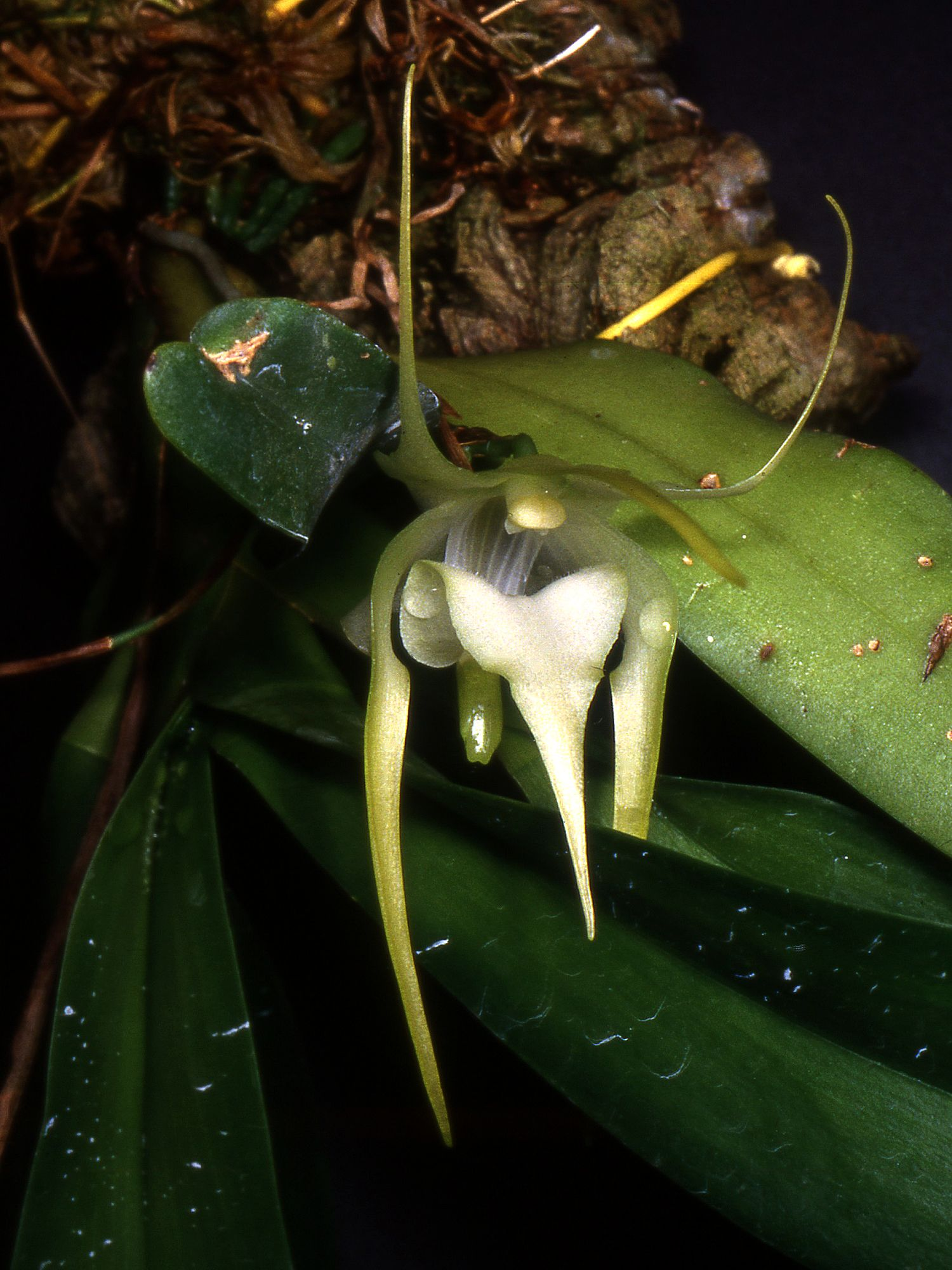